# Zoe de Toledo

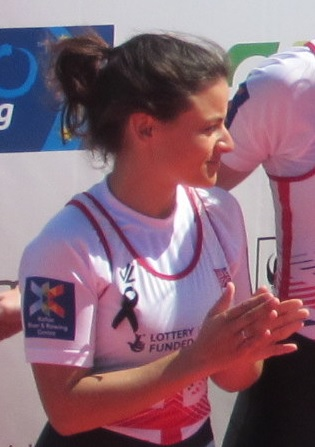
Zoe de Toledo (2016)

Zoe Michaela de Toledo (* 17. Juli 1987 in London) ist eine britische Steuerfrau im Rudern.
Die 1,54 m große Zoe de Toledo erhielt 2005 in Brandenburg an der Havel bei den Junioren-Weltmeisterschaften mit dem britischen Achter die Bronzemedaille. 2009 gewann sie den Titel bei den U23-Weltmeisterschaften. Im gleichen Jahr belegte sie mit dem Achter den siebten Platz bei den Europameisterschaften, 2011 folgte der vierte Platz. 2012 gewann sie EM-Bronze mit dem Achter, in dem aber keine Ruderin saß, die im Finale der Olympischen Spiele gerudert hatte.
2013 rückte Zoe de Toledo als Nachfolgerin von Caroline O’Connor zur Steuerfrau des britischen Achters auf, der im Ruder-Weltcup antrat. 2013 belegte der britische Achter zweimal den vierten Platz im Weltcup, das Boot erreichte auch den vierten Platz bei den Weltmeisterschaften 2013. 2014 gewann der Achter zum Saisonauftakt die Silbermedaille bei den Europameisterschaften hinter den Rumäninnen. Nach zwei dritten Plätzen im Weltcup beschloss der Achter die Saison 2014 mit einem sechsten Platz bei den Weltmeisterschaften. 2015 erreichte das Boot den fünften Platz bei den Europameisterschaften, erreichte im Weltcup erneut zwei dritte Plätze und qualifizierte sich mit einem vierten Platz bei den Weltmeisterschaften 2015 für die Olympischen Spiele 2016. In die Olympiasaison startete der britische Achter mit dem Titelgewinn bei den Europameisterschaften in Brandenburg an der Havel. Bei den Olympischen Spielen 2016 setzte der US-Achter seine Siegesserie fort, dahinter erhielten die britischen Europameisterinnen die Silbermedaille vor Rumänien.
Beim umstrittenen Boat Race 2012 der Universitäten Oxford und Cambridge steuerte sie die favorisierte Mannschaft aus Oxford, die bei einem Unfall der beiden Boote das Ruderblatt des deutschen Teammitgliedes Hanno Wienhausen auf dem Ruderplatz 6 verlor und damit keine Chance mehr hatte, das Duell zu gewinnen.